# 폴크슈프락

폴크슈프락 언어기

폴크슈프락(Folkspraak)은 게르만어족 언어들의 공통어를 의도로 만들어진 권역어이다. 폴크슈프락이란 이름은 사람,겨레따위를 뜻하는 Folk와 말,언어를 뜻하는 spraak의 합성어이다. 1995년에 시작되었으며, 폴크슈프락 언어기(旗)도 있다.

## 개발사
야후온라인 그룹을 중심으로 온라인 상에서 네티즌들의 공동 작업으로 만들어진다. 게르만어족에 속하는 언어들에서 낱말을 뽑아오긴 하지만, 정서법이나 단어 선정에서 의견이 맞지 않는 경우도 많아 인공어임에도 여러 가지 방언으로 갈라져 있는 것이 특징이다. 출처 언어에는 프리지아어, 저지 독일어, 복몰과 뉘노르스크(노르웨이어의 두 종) 영어, 네덜란드어, 독일어, 덴마크어, 스웨덴어 등이 출처 언어가 된다.